# FreedomERP
O FreedomERP é um software livre para  gestão empresarial, desenvolvido pela Setpoint Informática e mantido sob licença GPL desde 2004.

É um  ERP desenvolvido no  Brasil.

## Características

### Linguagem
O FreedomERP é 100% Java, o que garante sua natureza  multiplataforma. Pode ser executado em qualquer ambiente operacional que possua  máquina virtual Java, como Linux, Windows,  MacOSX, FreeBSD, Solaris

### Banco de dados
Utiliza o gerenciador de banco de dados Firebird.

## Destaques
- Foi destaque da revista Pequenas Empresas & Grandes Negócios, edição 216 de abril de 2007.[3] Na categoria  OpenSource obteve a maior nota.

- Destacou-se como a solução OpenSource nacional mais conhecida na edição 40 da revista PC Magazine de março de 2009.[4]